# Staccato
Staccato is het los van elkaar spelen van de noten van muziek. De lengte van elke noot wordt korter en er is een korte stilte hoorbaar tussen elke twee noten. Het tempo van het muziekstuk blijft hierbij gelijk.
Staccato wordt genoteerd met een punt boven elke noot. Het wordt een enkele keer ook wel afgekort met stacc.
Het woord staccato komt zoals veel muziektermen uit het Italiaans: van het woord staccare, wat losmaken of lostrekken betekent.
Staccatissimo is de overtreffende trap van staccato, waarbij dus zeer overdreven staccato wordt gespeeld. Het tegenovergestelde van staccato is legato. Duurarticulatie tussen staccato en legato in wordt non-legato of portato genoemd, soms ook wel onjuist tenuto.
In de dans is staccato een duidelijke begrenzing van de bewegingen, waarbij elke beweging een duidelijk begin en einde heeft.